# Non più andrai
Non più andrai è un'aria per basso tratta dall'opera di Wolfgang Amadeus Mozart Le nozze di Figaro K 492 (1786). Il libretto italiano, scritto da Lorenzo Da Ponte, è basato sulla commedia di Pierre Beaumarchais Il matrimonio di Figaro (1784). È cantata da Figaro alla fine del primo atto.
Al termine del primo atto, il conte d'Almaviva trova il paggio Cherubino che si nasconde dietro la cameriera Susanna, di cui è egli stesso innamorato. Il conte aveva già il sospetto che Cherubino avesse mire su sua moglie, la contessa Rosina, e disapprova il suo stile di vita. Tuttavia, egli non può punire Cherubino che era solamente dietro Susanna. Il Conte manda invece Cherubino al suo reggimento a Siviglia. In quest'aria, Figaro prende in giro Cherubino sul suo futuro militare spartano, in netto contrasto con la vita piacevole e civettuola che ha goduto nel palazzo del conte.
L’aria viene inoltre citata nel Don Giovanni dello stesso Mozart, verso la fine del secondo atto.
Il primo basso a cantarla è stato Francesco Benucci. Altri grandi bassi a cantarla sono stati Mario Ancona, Victor Maurel, Giuseppe De Luca, Ezio Pinza, Italo Tajo, Cesare Siepi, Erich Kunz, Giorgio Tozzi, Ruggero Raimondi, José van Dam, Natale De Carolis, Samuel Ramey, Ferruccio Furlanetto, Simone Alaimo, Dmitrij Chvorostovskij, Ildebrando D'Arcangelo e Bryn Terfel.

## Libretto
Il libretto di Le Nozze di Figaro è stato scritto dal librettista Lorenzo Da Ponte, che ha collaborato con Mozart in altre due opere, Così fan tutte e Don Giovanni. 
 Non più andrai, farfallone amoroso,

 notte e giorno d'intorno girando;

 delle belle turbando il riposo

 Narcisetto, Adoncino d'amor.

 Non più avrai questi bei pennacchini,

 quel cappello leggero e galante,

 quella chioma, quell'aria brillante,

 quel vermiglio donnesco color.

 Tra guerrieri, poffar Bacco!

 Gran mustacchi, stretto sacco.

 Schioppo in spalla, sciabla al fianco,

 collo dritto, muso franco,

 un gran casco, o un gran turbante,

 molto onor, poco contante!

 Ed invece del fandango,

 una marcia per il fango.

 Per montagne, per valloni,

 con le nevi ed i sollioni.

 Al concerto di tromboni,

 di bombarde, di cannoni,

 che le palle in tutti i tuoni

 all'orecchio fan fischiar.

 Cherubino alla vittoria:

 alla gloria militar!

## Nella cultura di massa
Nel film Amadeus si insinua, con un espediente comico, che il tema alla base di quest'aria sia in realtà un rimaneggiamento del tema dalla marcetta che nel film Antonio Salieri compone come benvenuto a corte per Mozart.